# Прапор Тернопільської області
Пра́пор Терно́пільської о́бласті є офіційним символом Тернопільської області, який наслідує історичну традицію використання регіональної символіки, атрибутом місцевих органів самоврядування та виконавчої влади.

## Відомості
Спершу у грудні 2001 року затверджено прямокутне полотнище з співвідношенням сторін 2:3, яке складалося з двох горизонтальних смуг — жовтої і синьої у співвідношенні 1:2. На жовтій смузі — три білих вежі з відчиненими воротами. На синій — посередині жовтий вертикальний меч руків'ям догори і горизонтальний жовтий ключ борідкою донизу і направо.
Однак після зауважень Українського геральдичного товариства щодо герба новим рішенням від 18 листопада 2003 року змінено й прапор області.
Прапор: прямокутне синє полотнище зі співвідношенням сторін 2:3, посередині покладені навхрест жовті меч і ключ, над ними — три білі вежі.